# Colindres
Colindres là một đô thị thuộc cộng đồng tự trị Cantabria, Tây Ban Nha. Dân số xấp xỉ 7200 người.

## Biến động dân số
| 1900  | 1910  | 1920  | 1930  | 1940  | 1950  | 1960  | 1970  | 1980  | 1990  | 2000  | 2007  |
| ----- | ----- | ----- | ----- | ----- | ----- | ----- | ----- | ----- | ----- | ----- | ----- |
| 1.189 | 1.325 | 1.497 | 1.560 | 1.824 | 2.000 | 2.209 | 3.320 | 4.885 | 5.509 | 6.577 | 7.490 |

Fuente: INE

## Thành phố kết nghĩa
- Le haillan, Pháp